# Mílov (Boží Dar)

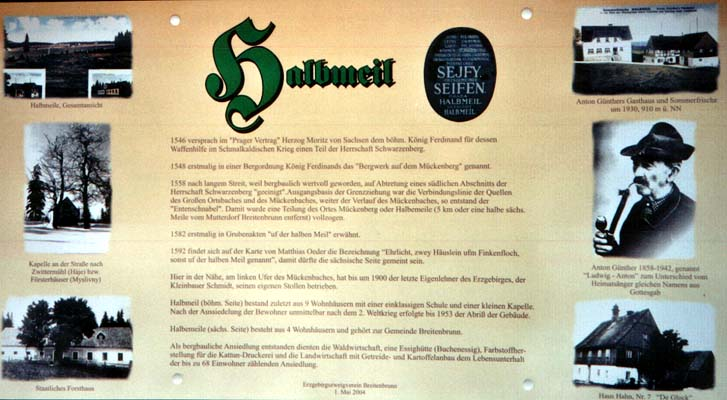
Erläuterungstafel vom Erzgebirgszweigverein Breitenbrunn errichtet

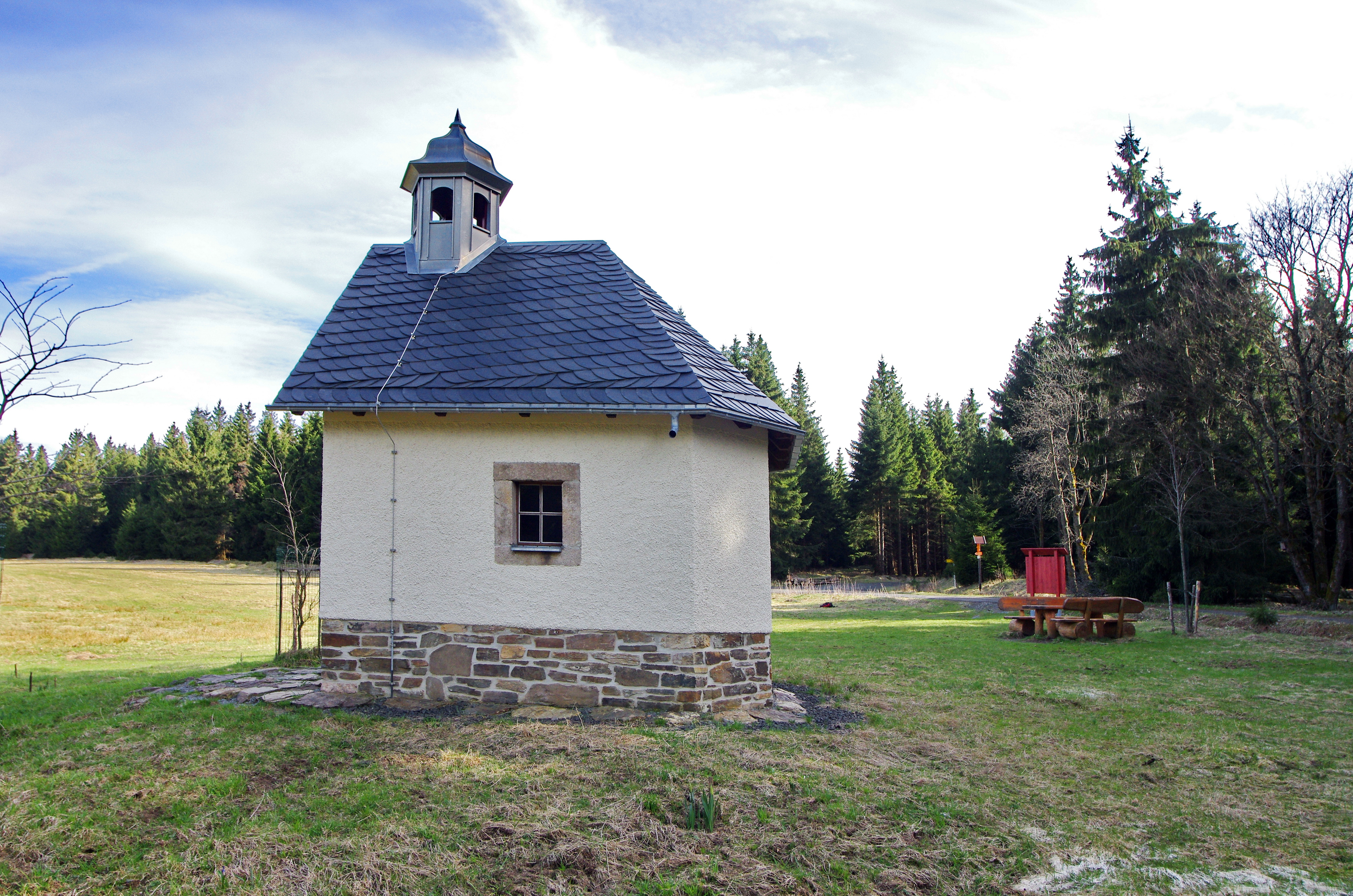
Kapelle St. Nepomuk in Milov

Mílov, zuvor auch Rozhraní (deutsch Halbmeil), war ein Ortsteil von Ryžovna (Seifen) im Okres Karlovy Vary in Tschechien, das heute nach Boží Dar (Gottesgab) eingemeindet ist.

## Geographische Lage
Mílov lag direkt an der Grenze zum Freistaat Sachsen in 900 m Höhe. Die Grenzlinie trennte den Ort vom sächsischen Halbemeile, heute ein Ortsteil von Breitenbrunn/Erzgebirge.

## Geschichte
Durch die Abtretung des südlichen Teils der Herrschaft Schwarzenberg durch Herzog Moritz von Sachsen nach 1546 gelangte das Gebiet an das Königreich Böhmen, doch der genaue Grenzverlauf war noch nicht festgelegt worden. 1548 wird in der Bergordnung des Königs Ferdinand von Böhmen erstmals ein Bergwerk auf dem Mückenberg erwähnt. Der Bergbau war recht ergiebig, so dass es zwischen den Landesherren Streit um dieses Revier gab. Eine gerade Verbindungslinie zwischen den Quellen des Mückenbachs und des Großen Ortbachs wurde als neuer Grenzverlauf festgelegt. Dieser zerschnitt die Bergwerkssiedlung am Mückenberg in einen böhmischen und einen sächsischen Teil. 1582 findet sich erstmals die Bezeichnung „uf der halben Meil“, weil der Ort etwa eine halbe sächsische Meile (ca. 4,5 km) von Platten entfernt lag und der 1. Prager Vertrag hinsichtlich der Grenzziehung festlegte: und der Rein und Granitz von den Schonbergischen Lehen an hinter der Platna ein halbmeil Weges und also stracks und gerade hindurch bis zu ende der Herschaft, endgültig und durch den Schneeberger Vertrag wurde die Grenze 1556 festgelegt. 1847 zählte das Dorf sieben Häuser mit 55 Einwohnern, ein Vitriol-Bergwerk und zwei chemische Fabriken, darin waren insgesamt acht Arbeiter beschäftigt.
Am benachbarten Mückenberg befand sich 1693 ein Hochofen, der zum Hammerwerk Breitenbach gehörte.
Bis zur Aufhebung der Patrimonialherrschaften 1848/49 lag Halbmeil im k. k. Montanwalddominium Joachimsthal, die der Verwaltung des k. k. Bergoberamtes Joachimsthal unterstand. Halbmeil war zur Pfarrkirche St. Anna in Gottesgab gepfarrt. Um 1830 ließ Christoph Glaser eine Kapelle errichten, die dem Hl. Johannes von Nepomuk geweiht war. 1890 standen in Halbmeil 8 Häuser mit 66 Einwohnern. Es gab eine einklassige Schule, ein Forsthaus, und das Gasthaus von Anton Günther. Nach dem Ersten Weltkrieg wurde Halbmeil 1919 der neu geschaffenen Tschechoslowakei zugeschlagen. Aufgrund des Münchner Abkommens gehörte der Ort von 1938 bis 1945 zum Landkreis Sankt Joachimsthal, Regierungsbezirk Eger, im Reichsgau Sudetenland des Deutschen Reichs. Die deutsche Bevölkerung wurde nach dem Zweiten Weltkrieg enteignet und vertrieben. Alle Gebäude wurden bis 1953 restlos abgerissen.

## Tourismus
Ein Wandergrenzübergang an der Himmelswiese ermöglicht das Passieren der Grenze für Wanderer, Fahrradfahrer und Skiläufer. Ein beliebtes Ausflugsziel ist die Gaststätte „Roter Fuchs“ (U Červené lišky) in Streitseifen, einem Ortsteil von Potůčky. 
Der Erzgebirgszweigverein Breitenbrunn hat 2004 historische Erläuterungstafeln aufgestellt.

## Sehenswürdigkeiten
- Kapelle St. Nepomuk, 2013 an alter Stelle wieder aufgebaut